# Посёлок Госдороги
Посёлок Госдороги (ранее Госдороги) — посёлок в Свердловской области России. Входит в Каменск-Уральский городской округ.

## География
Расположен на северо-западной окраине города Каменск-Уральский, в двух километрах от левого берега реки Исеть. От областного центра — Екатеринбурга — удалён на 82 километра (по автодороге — на 88) к юго-востоку. Посёлок разделён на две части автодорогой Екатеринбург — Каменск-Уральский (западный выезд на трассу P354). В 1,5 км к северо-востоку от посёлка расположена станция Кунавино Свердловской железной дороги на линии Екатеринбург — Курган. Улиц в посёлке нет.
Часовой пояс
Госдороги, как и вся Свердловская область, находится в часовой зоне МСК+2. Смещение применяемого времени относительно UTC составляет +5:00.

## История
23 мая 1978 года решением Облисполкома № 340 посёлок Госдороги передан из Каменского района в состав Новозаводского сельсовета Синарского района города Каменска-Уральского.
В 2017 году название посёлка изменено с «Госдороги» на «Посёлок Госдороги».

## Население
| 2002 | 2010 |
| ---- | ---- |
| 19   | ↘16  |

Структура
По данным переписи 2002 года национальный состав следующий: русские — 72 %. По данным переписи 2010 года в посёлке было: мужчин — 10, женщин — 6.